# 火野正平
火野 正平（ひの しょうへい、1949年〈昭和24年〉5月30日 - 2024年〈令和6年〉11月14日）は、日本の俳優・歌手。東京都目黒区生まれ。シーズ・マネージメント所属。

## 来歴
東京で生まれ、中学・高校時代に大阪在住。 12歳の頃から『劇団こまどり』に所属。
1962年にフジテレビの『少年探偵団』でデビュー。
1966年『わんぱく砦』に出演しファンレターが1日に山のように届くほどの人気を集めたが、人気はすぐに無くなり、この世界の厳しさを知る。また、制作会社の社長から「視聴率がアップしたらギャラを上げてやる」と約束されたが、実際には番組が好調で視聴率が上がれどギャラが一向に上がらないことに怒り、社長に直談判したが、逆に嫌味を言われてその社長を追い回した。同年には佐伯幸三監督、加山雄三主演映画『何処へ』で映画初出演を果たした。 
1971年から、『おれは男だ!』、『刑事くん』などの端役、『太陽にほえろ!』などにゲストで出演した。
1973年、1965年度のNHKの大河ドラマ『太閤記』で緒形拳がブレイクしたことで、第二の緒形を作るべくNHKの指示で改名。池波正太郎が名付け親となり（「火のように力強く」から火野、池波正太郎の「正」から正平）、「火野正平」として大河ドラマ『国盗り物語』に羽柴秀吉役で出演、当たり役となり人気を集めた。同じ事務所の近藤正臣が『国盗り物語』で明智光秀を演じることが決まり、「サル（秀吉のあだ名）ならうちの事務所にも居ますよ」と事務所の人間がNHKの関係者に紹介して出演が決まった。
1974年、舛田利雄の監督映画『俺の血は他人の血』で8年ぶりに映画出演し、初主演を果たしたが、興行的には失敗に終わった。また同年、日本テレビで放送された『傷だらけの天使』では、水谷豊が演じた乾亨役でほぼ出演が決まっていたが、スケジュールの都合で出演できなかった。
1977年『新・必殺仕置人』、1980年『服部半蔵・影の軍団』、1983年からの『長七郎江戸日記』など、多くの時代劇や映画、『混浴露天風呂連続殺人シリーズ』などの2時間ドラマに出演した。1982年12月8日に渋谷公会堂で初ライブ「北風の中」を開催した。
2011年からは日本全国を自転車で巡るNHK BSプレミアム『にっぽん縦断 こころ旅』で旅人を務め、その姿が中高年を中心に人気を集めた。
2012年、ハリウッド映画『終戦のエンペラー』で東条英機を演じ、2018年日中合作映画『空海-KU-KAI- 美しき王妃の謎』に出演するなど海外作品にも出演した。
2019年、『釣りバカ日誌～新米社員 浜崎伝助～瀬戸内海で大漁!結婚式大パニック編』にゲスト出演。以前から似ていると評判になり、隠し子説が囁かれることもあった濱田岳と初共演した。
2021年、映画『罪の声』で第30回日本映画批評家大賞授賞式でゴールデン・グローリー賞（水野晴郎賞）を受賞した。
2023年3月、約14年ぶりとなる新曲『あかんたれ』を発売。また初となる全国5ヶ所でのライブツアー『火野正平ライブツアー2023』を開催することが発表された。同年には宮崎駿のジブリ映画『君たちはどう生きるか』で重要な登場人物である大叔父のアフレコを担当した。
2024年春、『にっぽん縦断 こころ旅』春の旅ロケを鹿児島県から開始したが、翌週放送される予定だった熊本県でのロケは延期となり、前年秋放送分の再放送に差し替えとなっていた。同年4月30日、番組公式ホームページで持病の腰痛悪化を理由に春の旅を中止することが発表された。
その後、7月には家族旅行にも行くなど、こころ旅の秋の旅に向けての準備に取り掛かったものの、9月に腰椎を圧迫骨折して以降、体調が悪化し自宅で治療を続けていたが、仕事復帰が叶わぬまま同年11月14日に死去した。75歳没。訃報は同月20日、所属事務所より公表された。渡辺謙によると、10月に渡辺が「こころ旅」の代役を務めることが決定すると火野から電話があり、「謙ちゃんが代わりにやってくれてありがたい、楽しんで」と言われたと話している。また、駒村多恵によると「つい最近まで腰は痛いけど口は達者だって聞いていたんで、今月お見舞いに、なんて話もしていた。」としている。
2025年2月放送の『鬼平犯科帳 老盗の夢』が遺作となった。（映画の遺作は『ラストマイル』）。

## 人物
幼少期から継続して犬を飼っており、「彼女がいない時期はあっても、犬がいない時期はありませんでした」と言うほどの愛犬家で、最多で同時に9頭、亡くなるまでニューファンドランド2頭を含む3頭を飼育している。
私生活では1971年、同棲生活をしていた一般女性と結婚、1男1女を儲けるも1972年に別居を経て離婚（ただし、離婚届を出せずに戸籍上は40年以上、婚姻関係が続いていたことが2016年に判明）。1970年代には有名女優らと数々の浮名を流して当時のワイドショーを賑わせたが、1982年には同棲していた一般女性（鳳蘭の元マネージャー）と事実婚の状態となり、この女性との間に2人の女の子が生まれて認知している。そのモテぶりから「元祖プレイボーイ」「モテ男の代名詞」と見なされるようになり、平成時代にはモテる男性有名人について、メディアでは「平成の火野正平」と称して報じるほどであった。
青年期には、必殺シリーズ等でプロデューサーを務めていた仲川利久宅に居候していたことがあり、仲川は火野の結婚式で仲人を務めた。
何かとワイドショーを騒がせていた頃、山﨑努を中心に、当時『新・必殺仕置人』の撮影後にスケジュールを合わせて火野を飲み屋に連れて行き、「火野正平を更生させる会」と称した飲み会を開いていたという。しかし、火野によると会の名前だけが一人歩きしたもので、説教されたことは一度もなく、むしろ酒癖が悪くケンカをする山崎や中村嘉葎雄らを火野が仲裁していたという。また当時、山崎とは野球をともにする仲であった。
14年間担当した『にっぽん縦断 こころ旅』については、火野は特に趣味が自転車というわけではなく、オファーがあった時は「俺でええの？」と戸惑ったという。

## 出演

### テレビドラマ

#### 二瓶康一 名義
- 少年探偵団（1960年 - 1963年、CX）
- キューポラのある街（1962年、CX）
- 忍者番号十七番（1963年、CX）
- まぼろし城（1964年、CX）
- 天兵童子（1964年、ABC）
- かあちゃん結婚しろよ（1965年、ABC）
- バックナンバー333（1966年、ABC）
- 母の記録 誇らしきわが子（1966年、KTV）
- わんぱく砦（1966年、ABC）
- 無敵!わんぱく（1968年、TBS）
- 大坂城の女（1970年、KTV） - 与一郎 
  - 第16話「狙われた幼君」
  - 第17話「忠義の報酬」
- おも舵とり舵（1971年、ABC）
- 刑事くん（1971年、TBS）「1部・2部」
- 遠山の金さん捕物帳 第70話「笑って消えた男」（1971年11月7日、NET / 東映） - 建太
- なんたって18歳!（1972年、TBS）
  - 第37話「秘密がバレちゃった」
  - 第39話「空を飛ぶよな恋をした」
- 天下御免（1971年、NHK総合）
- 女人平家（1972年、朝日放送） - 源義経
- 銭形平次 第294話「八五郎が縛られた」（1971年12月22日、CX / 東映） - 伊吉  ※大川橋蔵版
- 木枯し紋次郎（CX / C.A.L）
  - 第1シリーズ 第1話「川留めの水は濁った」（1972年1月） - 宿場の若いチンピラ
  - 第2シリーズ 第4話「地獄を嗤う日光路」（1972年12月）
- おれは男だ! 第39話「弘二さんあなたの赤ちゃんです!」（1972年1月、NTV / 松竹） - 滝田勲（通称ノロ）
- 飛び出せ!青春（1972年、NTV・東宝） - 兵頭幸夫 役
  - 第15話「栄光とはなんだ!」
  - 第28話「学校が面白いなんてバカじゃないか!!」
- 太陽にほえろ! 第5話「48時間の青春」（1972年、NTV / 東宝） - 藤沢潔
- 泣くな青春 第9話「割れた鏡」（1972年、CX / 東宝） - 西川務
- 火曜日の女シリーズ・あの子が死んだ朝（1972年、NTV / 大映テレビ）

#### 火野正平 名義
- 大河ドラマ（NHK総合）
  - 国盗り物語（1973年） - 木下藤吉郎→羽柴秀吉
  - 草燃える（1979年） - 安達景盛
- 刑事くん 第3部（1972年、TBS）
- 陽はまた昇る（1973年、CX）
- 木下恵介・人間の歌シリーズ（TBS）
  - それぞれの秋（1973年）
  - 風の町（1974年）
- 唖侍 鬼一法眼 第17話「血闘無明嶽」（1974年、NTV） - 友吉
- 次郎長三国志（1974年、NET）
- 金曜劇場「あやとり」（1974年、NTV）
- 東芝日曜劇場 第925回「ひとり息子」（1974年、TBS）
- ふりむくな鶴吉 第29話「かまいたち」（1974年、NHK総合）
- 斬り抜ける（1974年 - 1975年、ABC / 松竹） - よろずやの弥吉
- ポーラ名作劇場「秘密」（1975年、NET）
- 夜の来訪者（1975年、NHK総合）
- 土曜ドラマ（NHK総合）
  - 松本清張シリーズ・事故（1975年） - 山宮健次
  - 横浜物語（1982年） - 八田竜平
  - 話すことはない（1983年）
  - 夫婦善哉（2013年8月 - 9月） - 種吉
- 長崎犯科帳（1975年、NTV / ユニオン映画） - 出島の三次
- 痛快! 河内山宗俊（1975年、CX / 勝プロ） - 丑松
- 前略おふくろ様（1975年 - 1976年、NTV） - 岡野かつお
- はぐれ刑事（1975年、NTV・国際放映 / 俳優座映画放送） - 大辻医師
- 夫婦旅日記 さらば浪人 第11話「おっかさん一筆啓上」（1976年、CX / 勝プロ）
- Gメン'75 第76話「幻の女」（1976年、TBS / 東映） - 島洋次
- 青春の門（1976年、MBS / 松竹芸能）
- 嫁だいこん（1976年、CX）
- 泣かせるあいつ （1976年、NTV）
- 遠山の金さん杉良太郎版 第53話「一両だけの青春」（1976年、NET/東映） - ゲン（元三）
- 新・二人の事件簿 暁に駆ける 第18話「間違った青春」（1976年、ABC / 大映テレビ）
- 華麗なる刑事 第10話「故郷の唄は聞こえるか」（1977年、CX / 東宝） - 小野寺三郎
- シリーズ人間模様「定年後」（1977年、NHK総合）
- 桃太郎侍（NTV / 東映） ※高橋英樹版
  - 第40話「男ごころの茶碗酒」（1977年） - 音松
  - 第77話「男涙のけつねうどん」（1978年） - 梅吉
- 銭形平次（CX / 東映）  ※大川橋蔵版
  - 第553話「人形は見ていた」（1976年） - 佐吉
  - 第690話「秋しぐれ」（1979年） - 直次郎
  - 第736話「闇の商人」（1980年） - 政吉
  - 第758話「黄金は白銀に散った」（1980年） - 仙太
  - 第803話「偽証」（1982年） - 仙吉
  - 第884話「狂言夢芝居」（1984年） - 弥之助
  - 第888話「ああ十手ひとすじ!!八百八十八番大手柄」（1984年） - 三吉
- 必殺シリーズ（ABC・松竹）
  - 新・必殺仕置人（1977年）[28] - 正八
  - 江戸プロフェッショナル・必殺商売人（1978年） - 正八
  - 翔べ! 必殺うらごろし（1978年） - 正十
  - 必殺仕事人意外伝 主水、第七騎兵隊と闘う 大利根ウエスタン月夜（1985年） - 勘太
  - 必殺仕事人2009 第22話「最後の大仕事!!」（2009年） - 拷問人・巳ノ助
- 新・座頭市（CX / 東映）
  - 第1シリーズ 第19話「越後から来た娘」（1977年）
  - 第3シリーズ 第14話「あんま志願」（1979年）
- 新 七人の刑事 第19話「スナックジャック上野」（1978年、TBS）
- 浪花おこし（1978年、CX）
- 大空港 第12話「逃亡者」（1978年、CX）
- 女の樹林 （1979年、MBS）
- 体験時代 （1979年、12ch）
- 吉宗評判記 暴れん坊将軍（ANB / 東映）
  - 第85話「富士が見ていたあばれ槍」（1979年） - 鈴平 役
  - 第123話「女親分! め組のおさい」（1980年） - 同心・宗方 役
- 江戸の牙 第9話「壮絶! 同心志願」（1979年、ANB / 三船プロ）
- 大江戸捜査網 （12ch / 三船プロ）
  - 第426話「復讐に賭けた娘の純愛」（1980年） - 太吉
  - 第482話「嘘と誠の夫婦雛」（1981年） - 亀吉 役
- 服部半蔵 影の軍団（1980年、KTV / 東映） - 大八
- 源氏物語（1980年、TBS）
- 御堂筋の春（1980年、NHK総合）
- 斬り捨て御免! 第1シリーズ 第16話「涙に曇る江戸の空」（1980年、12ch） - 金太
- 悪党狩り 第18話「無実の炎に燃えた奴」（1980年 - 1981年、12ch） - 佐吉
- 柳生あばれ旅 第18話「涙に散った乱れ雲－鳴海－」（1981年、ANB） - 仙太
- 旅がらす事件帖 第24話「親子しぐれ油地獄」（1981年、KTV / 国際放映） - 清太郎
- 判決－生きる （1981年、ANB）
- あこがれベビー（1981年、NTV）
- 西武スペシャル「隣りの女 現代西鶴物語」（1981年5月1日、TBS） - 三宅信明
- ザ・ハングマン（ABC / 松竹芸能）
  - ザ・ハングマン 第31話「サギ師野郎 危ない綱渡り」（1981年） - 火野正平似のドラマエキストラ・天野
  - ザ・ハングマンV（1986年） - エジソン（星野良一）
- 日本犯科帳・隠密奉行 第2部「日本犯科帳・隠密奉行 金沢篇」（1981年、CX）
- 振り袖御免 江戸芙蓉堂医館（1981年、CX / 東宝） - 鉄
- ひまわりの歌 （1981年、TBS）
- 鞍馬天狗 （1981年、TBS）
- 土曜ワイド劇場　（ANB→EX）
  - 映画村殺人事件 愛の邪魔ものを消せ!（1980年）
  - 滋賀銀行九億円横領事件　女の決算 （1981年）
  - 西村京太郎トラベルミステリー1 終着駅殺人事件 -上野〜青森ミステリー特急ゆうづる- （1981年） - 片岡清之
  - 死角に消えた殺人者 （1982年）
  - 処刑教師 （1984年9月29日）
  - 京都殺人案内(11) 美人社長誘拐さる! （1985年、ABC / 松竹） - 火元
  - 混浴露天風呂連続殺人 シリーズ（ABC・テレパック、1995年 - 2007年） - 倉本一平
  - 京都殺人案内(21) みちのく母恋吹雪 （1995年、ABC / 松竹） - 村越正次
  - 松本清張スペシャル・黒い樹海 （1997年、ANB / レオナ） - 妹尾郁夫
  - 京都の芸者弁護士事件簿 シリーズ（ABC・松竹、1997年 - 2001年）
  - ダイエット三姉妹の旅情事件簿2 （1998年、ABC / 大映テレビ） - 高木英明
  - 終着駅シリーズ8 （1998年、ANB / 東映） - 向山刑事
  - タクシードライバーの推理日誌11 （ANB・1999年） - 豊田晋次
  - 秋田新幹線こまち殺人事件 （ANB・1999年） - 永尾真一
  - 温泉医（ぽっかや）事件カルテ シリーズ（ABC・2001年 - ）
  - 北アルプス連続殺人ルート （2006年9月30日、ABC） - 五味修治
  - タクシードライバーの推理日誌25 （2009年4月11日・ANB） - 大熊刑事
- 悪女の招待状（1982年、ANB）
- 五木寛之シリーズ「横浜物語」（1982年、NHK）
- 眠狂四郎円月殺法（1982年、TX） - 金八
- 男と女のあいだには（1982年、MBS）
- 御宿かわせみ 第2シリーズ 第10話「師走の月」（1982年、NHK総合） - 新三
- 女捜査官（1982年、ABC）
- ガラスの知恵の輪（1982年、MBS）
- 源九郎旅日記 葵の暴れん坊 第13話「葵咲かせた白頭巾」（1982年、ANB / 東映） - 喜三郎
- コカコーラスペシャル 「女ともだち」（1982年、TBS）
- 立花登・青春手控え 第5話「花一輪」（1982年、NHK総合）
- 時代劇スペシャル 隠密くずれⅡ 地獄の子守唄（1982年、CX / 東映） - 田之倉田之助
- 天まであがれ! （1982年、NTV）
- 松平右近事件帳 第10話「極楽とんぼのならず者」（1982年、NTV） - 丈吉
- ゴールデンワイド劇場 / 終着駅はまだ遠い（1982年5月24日、ANB） - 茂也
- 木曜ゴールデンドラマ 「夢芝居」（1982年、YTV）
- 新・松平右近（1983年、NTV） - 音松
- 眠狂四郎無頼控（1983年、TX） - 金八
- 長七郎江戸日記（1983年 - 1991年、NTV・ユニオン映画） - 辰三郎
- 人妻捜査官（1984年、ABC）
- ザ・サスペンス 「九州殺人行 女の敵は子守唄で死ぬ!」（1984年、TBS）
- 月曜ワイド劇場 「結婚詐欺の女」（1984年、ABC）
- 金曜女のドラマスペシャル 「都会に堕ちた女 妙義山白骨殺人事件」（1984年、CX）
- ああ嫁姑 第7話「姑は浮気のとばっちり」 （1985年、MBS） - 鈴木潮
- 年末時代劇スペシャル（NTV / テレビマンユニオン）
  - 忠臣蔵（1985年） - 間新六
  - 白虎隊（1986年） - 日向内記
- ジャングル / NEWジャングル（1987 - 1988年、NTV・東宝） - 植松和夫刑事
- 火曜サスペンス劇場（NTV系）
  - 美談の行方 （1990年1月30日放送、ジェイミック）
  - 下弦の月－鬼熊事件－ （1990年3月27日放送、近代映画協会） - （主演）臼井熊吉
  - 10周年記念特別企画「たそがれに愛を込めて - 心臓外科医と死刑囚 -」（1990年10月2日放送、Eiho） - 権藤三吉
  - フルムーン旅情ミステリー5・やさしい嘘 （1991年11月12日放送、プロジェクトエー）
  - 松本清張スペシャル・喪失の儀礼 （1994年1月18日放送、松竹） - 小池為浩
  - 女弁護士・高林鮎子(18)西の旅・長崎の殺人 （1996年3月12日放送、東映） - 松方竜也
  - 24時間半 （1997年1月14日放送、IVSテレビ制作） - （主演）山崎真次郎
  - 警部補 佃次郎14・永遠のナゾ （2002年3月12日放送、テレパック） - 野々村泰男
- 寛永風雲録 激突！知恵伊豆対由比正雪（1991年、NTV） - 鴉の甚内
- 武田信玄（1991年、TBS） - 山本勘助
- 銭形平次 第1シリーズ 第18話「ギヤマンの謎」（1991年、CX） ※北大路欣也版
- 裸の大将 第59話「清が誘拐されサァ大変」（1993年、KTV / 東阪企画） - 西山直二
- 八丁堀捕物ばなしシリーズ（CX / 映像京都） - 同心・杉山虎之助 役
  - 八丁堀捕物ばなし（1993年）
  - 八丁堀捕物ばなしII（1996年）
- 運命峠 (1993年、フジテレビ) - 千里運天
- 闇を斬る!大江戸犯科帳（1993年、NTV・ユニオン映画） - 一色密偵・六助
- 月曜ドラマスペシャル
  - 刑事ガンさんシリーズ （1993 - 1995年） - 野崎六助
  - ヤマ勘記者の事件日誌（1997年） - 明智光男
- 金曜エンタテイメント
  - 旅は道連れ世は情けねェ!（1992年2月14日・1994年11月4日、CX） - （主演）坂上吾郎
  - 松本清張の異変街道 （1993年10月29日、CX） - 河村百介
  - 清水次郎長物語（1995年3月3日、CX） - 都鳥吉兵衛
- 殿さま風来坊隠れ旅（1994年4月2日 - 10月1日、ANB） - 平賀源内
- 12時間超ワイドドラマ 豊臣秀吉 天下を獲る!（1995年1月2日、TX） - ガンマク
- 清水次郎長物語（1995年、CX） - 都鳥吉兵衛
- 刑事追う! 第13話「宝石とダンベル」（1996年、TX）
- 大型時代劇スペシャル 大追跡! 江戸〜上州〜みちのく〜四国（1997年5月6日、ABC / 松竹） - 栄蔵
- 影武者徳川家康（1998年、ANB） - 大久保長安
- 御家人斬九郎（CX / 映像京都）
  - 第3シリーズ 第10話「待ちぼうけの女」（1998年） - 粂造
  - 第5シリーズ 第1話「迷惑な忠義者」 （2001年） - 小松新十郎
- 金曜プレステージ
  - おばさんデカ 桜乙女の事件帖（CX）
    - 第7作 鹿児島旅情編!!幻の西郷隆盛の写真にかけられた呪い…推定1億円の秘宝の謎VS倹約主婦刑事魂（1999年4月9日）
    - 第15作・ファイナル 絶体絶命・銃弾に倒れ乙女殉職か…食の安全政治と金…人をだます社会の闇に挑む乙女…人気シリーズ最終章（2007年9月28日）

  - 目線（2010年12月17日） - 宮本茂 役
- 剣客商売（CX）
  - 第2シリーズ 第5話「勘ちがい」（2000年） - 土崎の八郎吾
  - 第4シリーズ 第5話「東海道見附宿」（2003年） - 源八
- 泥棒と殿様（2000年、松竹京都撮影所） - 泥棒・伝九郎
- 京極夏彦 「怪」（2000年、WOWOW） - 算盤の徳次郎
- 鬼平犯科帳（CX / 松竹）
  - 第9シリーズ 第2話「一寸の虫」（2001年） - 仁三郎
  - 鬼平犯科帳スペシャル 一本眉（2007年4月） - 茂の市
  - 鬼平犯科帳スペシャル 高萩の捨五郎（2010年6月） - 竹造
- 女と愛とミステリー（TX）
  - 犯罪交渉人ゆり子シリーズ （2001年 - ） - 曽根元
  - 熱血刑事・吉永誠一絵が殺した女 （2004年） - 鹿野伊三夫
- 金田一耕助ファイル「迷路荘の惨劇」（2002年10月、TX）
- 盤嶽の一生 第5話「落としもの」（2002年、CX） - 平瀬の弥太郎（岡っ引き）
- タイムリミット （2003年6月25日、TBS） - 北村代議士 [32]
- 夜桜お染（2003年、CX） - 甚六
- あなたの隣に誰かいる（2003年、CX） - 車田行生
- 月曜ミステリー劇場（TBS）
  - 早乙女千春の添乗報告書16・静岡湯けむりツアー殺人事件 （2004年） - 村松修二
  - 弁護士二重丸承子 赤い不在証明 （2005年）
- 大奥〜華の乱〜（2005年10月、CX・東映） - 隆光
- 女の一代記シリーズ（2005年、CX）
- 連続テレビ小説 / 芋たこなんきん（2006年、NHK総合） - 徳永昭一（健次郎の兄） ※作中の昭和40年以降
- スティング松岡 危機一髪!（2006年12月） - 松岡雄三
- 八州廻り桑山十兵衛〜捕物控ぶらり旅（2007年5月、EX・東映） - 木崎の喜三郎
- 藤沢周平時代劇「よろずや平四郎活人剣」 第7話「浮草の女」（2007年6月、TX・松竹） - 筑波屋の弥助
- 水曜ミステリー9（TX）
  - 芸者小春姐さん奮闘記5 （2008年1月） - 東家喜八
  - 街占師 〜北白川晶子の事件占い〜 （2008年 - ） - 野崎峰男
- 木曜時代劇（NHK総合）
  - 鞍馬天狗 第7-8話（2008年2月） - 隼の長七
  - かぶき者 慶次（2015年4月 - 6月） - 又吉 役
- フジテレビ開局50周年記念ドラマ特別企画「黒部の太陽」（2009年3月、CX）
- 水戸黄門（TBS / C.A.L）
  - 第40部 第1話「陰謀暴き、いざ北へ!終わりなき世直しの旅・水戸・江戸」（2009年7月27日） - 立花屋政五郎
  - 第42部 第9話「悪事を見抜いた鑑定人・敦賀」（2010年12月6日） - 芳悦
- 月曜ゴールデン（TBS）
  - 警視庁南平班〜七人の刑事〜 （2009年 - ） - 溝口史郎
- 土曜プレミアム（CX）
  - 裸の大将 火の国・熊本篇〜女心が噴火するので〜 （2009年10月24日）
- Xmasの奇蹟（2009年11月〜12月、THK） - 柏木行夫
- 相棒 Season 9 第15話「もがり笛」（2011年2月16日、テレビ朝日 / 東映） - 江田勉
- 55歳からのハローライフ 最終話（2014年7月12日、NHK総合） - 福田貞夫
- あの日見た花の名前を僕達はまだ知らない。（2015年9月21日、CX） - 十和田政吉
- 重版出来! 第5話 （2016年5月10日、TBS） - 謎の爺[33]
- 池波正太郎時代劇スペシャル「顔」（2016年6月4日、J:COM プレミアムチャンネル） - 暗闇坂の久五郎
- 神の舌を持つ男（2016年7月 - 9月、TBS） - 朝永平助
- BARレモン・ハート 春の2時間スペシャル（2017年3月24日、BSフジ） - 井出拓三
- anone（2018年1月 - 、NTV） - 花房万平
- 悪魔が来りて笛を吹く（2018年、NHK BSプレミアム） - 慈道住職
- 逃亡者（2020年、テレビ朝日） - 大久保礼芸（古着店の店主）
- オリバーな犬、 (Gosh!!) このヤロウ（NHK総合） -  青葉一郎 
  - シーズン1（2021年9月17日 - 10月1日）[34]
  - シーズン2（2022年9月20日 - 10月4日） [35]
- 正義の天秤 第4回（2021年10月18日、NHK総合） - 木村秀幸
- 池波正太郎原作「武士とその妻」（2022年3月12日、BS-TBS） - 成聞和尚
- 鬼平犯科帳（時代劇専門チャンネル） - 相模の彦十 
  - 鬼平犯科帳 本所・桜屋敷（2024年1月8日） [36]
  - 鬼平犯科帳 でくの十蔵（2024年6月8日）[36][37]
  - 鬼平犯科帳 血頭の丹兵衛（2024年7月6日）[36][37]
  - 鬼平犯科帳 老盗の夢（2025年2月8日[38]）
  - 鬼平犯科帳 暗剣白梅香（2025年7月5日）

### 二瓶 康一名義
- 何処へ（1966年） - 玉田金助[39]役

### 火野正平名義
- 俺の血は他人の血（1974年） - 絹川良介
- やくざ戦争 日本の首領（1977年） - 竹田芳夫
- 黒木太郎の愛と冒険（1977年） - 手配師A
- ギャンブル一家 チト度が過ぎる（1978年） - 大前田菊五郎
- 神様なぜ愛にも国境があるの（1979年） - ジン
- 真田幸村の謀略（1979年） - 穴山小助
- 復讐するは我にあり（1979年） - 吉武順一郎
- 天使を誘惑（1979年） - 松田豊
- 四季・奈津子（1980年） - 中垣の友人・河本
- 忍者武芸帖 百地三太夫（1980年） - 五助
- ええじゃないか（1981年） - 孫七
- 青春の門 自立篇（1982年） - 角田卓治
- 海嶺（1983年） - 銀次
- ルージュ（1984年） - 村木哲郎
- 必殺! THE HISSATSU（1984年） - 仙太
- 国士無双（1986年） - 小鹿
- 鑓の権三（1986年） - 川側伴之丞
- 舞妓物語（1987年） - お茶屋の客
- 激動の1750日（1990年） - 松永良介
- 極道戦争 武闘派（1991年） - 波多野省三(ヒットマン)
- 本気!（1991年） - 山形邦男
- 福沢諭吉（1991年） - 松倉玄斎
- 忠臣蔵外伝 四谷怪談（1994年） - 横川勘平
- マリーの獲物（1996年） - 魚戸
- 極道の妻たち 危険な賭け（1996年） - 崎津清
- 陽炎3（1997年） - 大橋完治
- 瀬戸内ムーンライト・セレナーデ（1997年） - 巡回さん
- 30 thirty（1997年） - きのこの里のおじさん
- 恋極道（1997年） - 宇崎
- 極道懺悔録（1998年） - 亀和田組組長
- 梟の城 owl's castle（1999年） - 黒阿弥
- 残侠 ZANKYO（1999年） - 田丸
- 必殺! 三味線屋・勇次（1999年） - 烏山検校
- 本日またまた休診なり（2000年） - 闇屋・ぶろか
- 極道の妻たち リベンジ（2000年） - 工藤政治
- AIKI（2002年） - 常滑清
- 首領への道 劇場版（2003年） - 梶原一平
- John and Jane Doe（2004年）
- フレンズ（2004年） - 花和尚
- 大奥（2006年） - 奥山交竹院（医者）
- 花と蛇3（2010年） - 鬼源
- 終戦のエンペラー（カナダ2012年・アメリカ＆日本2013年） - 東条英機
- そこのみにて光輝く（2014年） - 松本
- LAST LOVE／愛人（2014年） - 岩田春人
- 幻の漁火（2016年）
- アリーキャット（2017年） - 羽柴康夫
- 空海-KU-KAI- 美しき王妃の謎（2017年） - 大師
- Fukushima 50（2020年） - 大森久夫
- 罪の声（2020年） - 河村和信
- 生きててよかった（2022年） - ボクシングジム会長
- 土を喰らう十二ヵ月（2022年） - 大工[40][41]
- わたしの幸せな結婚（2023年） - 鶴木義浪 役[42]
- 鬼平犯科帳 血闘（2024年） - 相模の彦十[36]
- ラストマイル（2024年） - 佐野昭[43]

### Vシネマ
- 内閣特務捜査官（1998年、ミュージアム）
- 新麻雀放浪記シリーズ（ケイエスエス） - 主演・坊や哲 
  - 新麻雀放浪記（1999年）
  - 新・麻雀放浪記2（1999年）
  - 新・麻雀放浪記3 死闘編（2000年）
  - 新・麻雀放浪記4 旅情編（2000年）
  - 新・麻雀放浪記5（2001年）
- 横浜バンスキング（2000年、ミュージアム）
- ドサ健 麻雀地獄（2001年、ケイエスエス）
- 極道恐怖大劇場 牛頭 GOZU（2003年、オフィスアスク）- 能勢
- 実録・名古屋やくざ戦争 統一への道2（2003年） - 城田組舎弟頭 岩倉組組長 岩倉毅
- 梁山泊 ファミリー（2003年）- 花和尚
- 恐喝こそ、我が人生（2006年） - 後藤(園長)
- 実録・大日本菊水会 双龍伝（2007年） - 帝和銀行 融資部長 ナガタニ
- 首領の一族（2007年） - ミカ(青雲会会長三島修司の末娘)の夫
- 横浜暗黒街（2008年）全2作 - オオシマ(漁師)
- 首領の野望（2008年）全2作 - サイトウ(情報屋、野田の親友)
- 暗黒街の帝王 カポネと呼ばれた男（2008年）全2作 - マツイ(公安)
- 修羅よ さらば（2013年） - 和尚
- 裏門釈放1,2（2017年） - 居酒屋の大将 矢部政吉(元大和久組舎弟)
- 極道の門（2018年） - 龍泉寺の住職 藤村壮海
- 織田同志会 織田征仁 第四章 第五章 第六章（2020年 - 2021年） - 三島会会長 三島剛三

### テレビアニメ
- チャーリーブラウンとスヌーピー（1991年） - 運転手

### 劇場アニメ
- 君たちはどう生きるか（2023年） - 大伯父[44]

### ドキュメンタリー
- プレミアム8 紀行 コメ食う人々「森への祈りがコメを生む タイ・山の民の陸稲」（2010年2月3日、NHK BShi）
- 極限生活「灼熱の大地 塩の民〜エチオピア ダナキル砂漠〜」（2020年2月29日、NHK BSプレミアム） - ナレーション

### バラエティー
- にっぽん縦断 こころ旅（2011年4月4日 - 2024年4月20日、NHK BSプレミアム→NHK BSプレミアム4K） - 旅人（初代）

### その他
- millennium parade 「千年紀」 Opening Movie (2021年)
- BSプレミアムがお引っ越し!カウントダウンSP (2023年11月30日、NHK BS1・BSP) - VTR出演[45]

### CM
- サンゴーカメラ（TECH 35）
- ユニデン化粧品
- サントリー - メーカーズマーク『父の日』篇（2020年）

## 音楽

### シングル
| 発売日                                   | 面                     | タイトル                         | 作詞                   | 作曲                   | 編曲                   | 規格                   | 規格品番               |
| ディスコメイトレコード                   | ディスコメイトレコード | ディスコメイトレコード           | ディスコメイトレコード | ディスコメイトレコード | ディスコメイトレコード | ディスコメイトレコード | ディスコメイトレコード |
| ---------------------------------------- | ---------------------- | -------------------------------- | ---------------------- | ---------------------- | ---------------------- | ---------------------- | ---------------------- |
| 1977年10月                               | A                      | そのままに                       | 柴田陽平               | 比呂公一               | 比呂公一               | EP                     | DSF-115                |
| 1977年10月                               | B                      | 海                               | 火野正平               | 火野正平               | 比呂公一               | EP                     | DSF-115                |
| 1978年3月                                | A                      | たずねてもいいかい               | 河島英五               | 河島英五               | 比呂公一               | EP                     | DSF-119                |
| 1978年3月                                | B                      | 遠ざかる風景                     | 星野和子               | 比呂公一               | 比呂公一               | EP                     | DSF-119                |
| 1978年8月                                | A                      | ひとり                           | 火野正平               | 火野正平               | 戸塚修                 | EP                     | DSF-124                |
| 1978年8月                                | B                      | バイバイ                         | 植木三都子             | 比呂公一               | 戸塚修                 | EP                     | DSF-124                |
| 1980年1月                                | A                      | 俺                               | 火野正平               | 鈴木キサブロー         | 戸塚修                 | EP                     | DSF-134                |
| 1980年1月                                | B                      | ゆらり・ゆらり                   | 火野正平               | 火野正平               | 戸塚修                 | EP                     | DSF-134                |
| コンチネンタルレコード／テイチクレコード |                        |                                  |                        |                        |                        |                        |                        |
| 1982年1月23日                            | A                      | ファニー                         | 大津あきら             | 鈴木キサブロー         | 瀬尾一三               | EP                     | CE-18                  |
| 1982年1月23日                            | B                      | 想い                             | 植木三都子             | 比呂公一               | 比呂公一               | EP                     | CE-18                  |
| ラジオシティレコード                     |                        |                                  |                        |                        |                        |                        |                        |
| 1982年12月5日                            | A                      | 北風の中･･･                      | 松山千春               | 松山千春               | チト河内               | EP                     | RD-4057                |
| 1982年12月5日                            | B                      | こころ・ひとつ                   | 火野正平               | 火野正平               | 渡辺茂樹               | EP                     | RD-4057                |
| 1983年                                   | A                      | 赤い糸                           | 火野正平               | 火野正平               | 渡辺茂樹               | EP                     | RD-4067                |
| 1983年                                   | B                      | 地下鉄                           | 植木三都子             | 比呂公一               | チト河内               | EP                     | RD-4067                |
| キングレコード                           |                        |                                  |                        |                        |                        |                        |                        |
| 1983年9月21日                            | A                      | 夢のつづき                       | 荒木とよひさ           | 南こうせつ             | 瀬尾一三               | EP                     | KO7S-486               |
| 1983年9月21日                            | B                      | ふりむけば君は....。             | 荒木とよひさ           | 南こうせつ             | 瀬尾一三               | EP                     | KO7S-486               |
| 1986年                                   | A                      | だまって俺についてこい           | 青島幸男               | 萩原哲晶               | 若草恵                 | EP                     | KO7S-0164              |
| 1986年                                   | B                      | I LOVE YOU                       | 火野正平               | 馬場孝幸               | 若草恵                 | EP                     | KO7S-0164              |
| ハミングバード                           |                        |                                  |                        |                        |                        |                        |                        |
| 1991年4月10日                            | 1                      | ゴメンネ                         | 東京バナナボーイズ     | 東京バナナボーイズ     | 東京バナナボーイズ     | 8cmCD                  | HBDL-3004              |
| 1991年4月10日                            | 2                      | ゴメンネ（オリジナル・カラオケ） | 東京バナナボーイズ     | 東京バナナボーイズ     | 東京バナナボーイズ     | 8cmCD                  | HBDL-3004              |
| 1991年11月21日                           | 1                      | 想い出にされてたまるか           | 東京バナナボーイズ     | 東京バナナボーイズ     | 東京バナナボーイズ     | 8cmCD                  | HBDL-1003              |
| 1991年11月21日                           | 2                      | 恋だったね                       | 東京バナナボーイズ     | 東京バナナボーイズ     | 東京バナナボーイズ     | 8cmCD                  | HBDL-1003              |
| 日本クラウン                             |                        |                                  |                        |                        |                        |                        |                        |
| 2009年3月4日                             | 1                      | 今年の薔薇                       | ちあき哲也             | 鈴木キサブロー         | 佐孝康夫               | CD                     | CRCP-572               |
| 2009年3月4日                             | 2                      | 恋人たちのざわめき               | 又紀仁美               | 又紀仁美               | 佐孝康夫               | CD                     | CRCP-572               |
| イープラス                               |                        |                                  |                        |                        |                        |                        |                        |
| 2023年3月1日                             | 1                      | あかんたれ                       | Rio                    | Rio                    | 吉野ユウヤ             | CD                     | PIC-HSC-001            |
| 2023年3月1日                             | 2                      | よく或る話                       | Rio                    | Rio                    | 吉野ユウヤ             | CD                     | PIC-HSC-001            |
| 2023年3月1日                             | 3                      | あかんたれ（カラオケ）           | -                      | Rio                    | 吉野ユウヤ             | CD                     | PIC-HSC-001            |
| 2023年3月1日                             | 4                      | よく或る話（カラオケ）           | -                      | Rio                    | 吉野ユウヤ             | CD                     | PIC-HSC-001            |

### アルバム

#### オリジナル・アルバム
| 発売日                     | アルバム | 規格                   | 規格品番               |
| ディスコメイトレコード     | ディスコメイトレコード | ディスコメイトレコード | ディスコメイトレコード |
| -------------------------- | --- | ---------------------- | ---------------------- |
| 1977年                     | 冬よこい Side.A 1. 遠ざかる風景 2. 未練 3. そのままに 4. 夢路のあとで 5. 想い出は風の中 Side.B 1. たずねてもいいかい 2. 雨あがり 3. 冬枯れの街 4. バイバイ・イエスタディ 5. 海 6. 冬よこい | LP                     | DSF-5008               |
| 1978年                     | 夢ごこち Side.A 1. 夢ごこち 2. 絵本にさよなら 3. 柿 4. 旅に出れない 5. 秋 Side.B 1. ひとり 2. 冬 3. バイバイ 4. 蒲公英（たんぽぽ） 5. 遠い橋 | LP                     | DSF-5013               |
| コンチネンタルレコード     | |                        |                        |
| 1981年6月25日              | どりゅうず Side.A 1. どりゅうず 2. 春 3. 犬が吠える 4. 子供の頃 5. 想い Side.B 1. ぴあの 2. 御免・御免 3. 雨あがり 4. てれくさいけどラブ・ソング 5. 君の歴史 6. アジェ・メヘラ | LP                     | CI-3                   |
| ラジオシティレコード       | |                        |                        |
| 1983年1月21日              | ふり向いて… Side.A 1. さびしがりやのうた 2. ラブレター１-ファースト- 3. 男と女のセレナーデ 4. 赤い糸 5. 北風の中・・・ Side.B 1. ・・・・さよなら 2. あの日のこと 3. あいつ 4. 夢模様 5. サンライズ・サンゼット                                                                                      | LP                     | RL-3023                |
| キングレコード             | |                        |                        |
| 1983年10月21日             | 詩航路 Side.A 1. 離れられない人たちの詩 2. 夕暮れから 3. 礼文航路・・・天北線から 4. 時には涙 5. 夢のつづき Side.B 1. 生きてみるのもいいもんだ 2. 子守歌-ララバイ-は唄えない 3. ラブ 4. ラブ・イズ・オーバー 5. 願わくば君と                                                                         | LP                     | K28A-434               |
| ハミングバード／パイオニア | |                        |                        |
| 1991年11月21日             | ゴメンネ 1. 想い出にされてたまるか 2. 約束～Winter Days～ 3. 恋だったね 4. かけぬける恋 5. ゴメンネ 6. 似顔絵 7. ペントハウスストーリー 8. ずっと雪だった 9. 月灯り 10. 君を忘れない | CD                     | HBCL-8008              |
| 日本クラウン               | |                        |                        |
| 2009年3月4日               | ウーマン達への子守唄 1. メロディー（玉置浩二） 2. ランナー（高橋真梨子） 3. 雨（森高千里） 4. 三日月（絢香） 5. 恋人たちのざわめき（又紀仁美） 6. ごめんね…（高橋真梨子） 7. 名前のない空を見上げて（MISIA） 8. 瞳がほほえむから（今井美樹） 9. 夢から夢へ（チャゲ&飛鳥） 10. 今年の薔薇（火野正平） | CD                     | CRCP-20433             |

#### ライブ・アルバム
| 発売日         | アルバム | 規格           | 規格品番       |
| キングレコード | キングレコード | キングレコード | キングレコード |
| -------------- | --- | -------------- | -------------- |
| 1984年         | 近藤正臣vs火野正平 ジョイントライブ ※ 近藤正臣と火野正平、ふたりの魅力がステージの上で爆発!! ※ 1983年10月28日 新宿厚生年金大ホール Side.A <火野正平> 1. 冬よこい 2. 御免・御免 3. 礼文航路 4. 哀愁平野 5. 夢のつづき 6. さよなら 7. サンライズ・サンセット Side.B <近藤正臣> 1. シャイなナルシスト 2. 二人の関係 3. 俺達は不良と呼ばれていた 4. 思い出のグリーン・グラス 5. サマー・タイム 6. 近藤正臣のMC 7. 放浪のボレロ <近藤正臣with火野正平> 1. ラブ 2. バイバイ・イエスタディ 3. 回転木馬 | LP             | K20A-501-02    |

## 本・ムック
- 俺（1980年、レオ企画）
- 夢のあとさき 心の扉をあなたに（1983年、ノラブックス）
- 必殺DVDマガジン 仕事人ファイル5 念仏の鉄（2010年5月25日、講談社）※巻末インタビュー。
- 人生下り坂最高!（2015年、ポプラ社）
- 若くなるには、時間がかかる（2016年、講談社）
- こころ旅フォトブック（2016年、日本文芸社）